# Monica Hagström
Monica Hagström, född 20 augusti 2000, är en finländsk fotbollsspelare som tidigare spelat för Åland United.

## Karriär
Monica Hagström inledde hon sin fotbollskarriär i moderklubben Gamlakarleby BK och gjorde där vid 14 års ålder seniordebut. Totalt blev det fyra säsonger i A-laget i Gamlakarleby BK. Inför säsongen 2018 valde Svensson flytta till Sverige och den dåvarande Elitettan-klubben Umeå IK, dock blev det bara en säsong och en match i klubben från Västerbotten. Året därefter skrev Hagström kontrakt med den Åländska klubben Åland United där hon blev kvar fram till 2022. Inför säsongen 2023 meddelade AIK att klubben skrivit ett tvåårigt kontrakt med Hagström.